# Tadashi Yamashita
Tadashi Yamashita (山下 忠, Yamashita Tadashi), né le 5 février 1942, est un artiste martial et acteur nippo-américain qui fut longtemps crédité sous le nom de Bronson Lee.
Il est connu pour avoir enseigné à Bruce Lee la pratique du nunchaku.

## Biographie
Yamashita se considère plus Okinawanais que Japonais. Son père meurt quand il a 3 ans et lui et sa mère s'installent à Okinawa quand il a 8 ans après la Seconde Guerre mondiale. À 11 ans, il débute les arts martiaux auprès de Shuguro Nakazato et Shinpo Matayoshi et obtient sa ceinture noire (en) à 16 ans. Il gagne le titre de champion d'Okinawa de Shōrin-ryū en 1960. Il visite le Japon en 1968 et teste ses compétences face à Shuguro Nakazato et Chibana Chōshin. Il vit à Okinawa jusqu'en 1966 quand il devient citoyen américain et s'installe aux États-Unis.

## Filmographie
- The Karate (aussi appelé Bronson Lee Champion) (1974)
- The Karate 2 (aussi appelé The Blind Karate Man) (1974)
- The Karate 3 (1975)
- Bronson Lee, Champion (1975)
- Soul of Chiba (aussi appelé Soul of Bruce Lee) (1977)
- Seven (1979)
- The Magnificent Three (1980)
- La Fureur du juste (1980)
- The Shinobi Ninja (1981)
- Gymkata, le parcours de la mort (Gymkata)  (1985)
- American Warrior (1985)
- Sword of Heaven (1985)
- Capital Punishment (1991)
- American Warrior 5 (1993)
- Soleil levant (1993)

## Apparitions à la télévision
- Judge Dee and the Monastery Murders (1974) (téléfilm)
- Kung Fu
- A Man Called Sloan
- Knight Rider
- Thrillseekers
- ESPN Karate Demonstrations

## Unes de magazines
- Black Belt (1971, 1973, 1977, 1986)
- Inside Kung Fu (1974, 1980, 1984)
- Kick (1980, 1982, 1983)
- Fighting Stars (1977)
- Karate (1972)
- Samurai
- MA Weapons
- Fighting Arts